# فرديناند كرامر
فرديناند كرامر (بالألمانية: Ferdinand Kramer)‏ هو مهندس معماري ألماني، ولد في 22 يناير 1898 في فرانكفورت في ألمانيا، وتوفي بنفس المكان في 4 نوفمبر 1985.